# Longchamps (Buenos Aires)
Longchamps é uma localidade do Partido de Almirante Brown na Província de Buenos Aires, na Argentina. Sua população estimada em 2001 era de 47.622 habitantes.
Debe seu nome ao Hipódromo de Longchamp na França.

## Ligações externa
- Media relacionados com Longchamps (Buenos Aires) no Wikimedia Commons